# Greg Houla
Greg Houla (Amiens, 19 luglio 1988) è un calciatore francese, attaccante del Nakhon Ratchasima.

## Carriera
Ha giocato nella seconda divisione francese e nella prima divisione dei campionati greco e thailandese.

## Palmarès

### Club

#### Competizioni nazionali
- Thai League 2: 1

Nakhon Ratchasima: 2023-2024